# Einar Snitt
Einar Snitt, né le 13 octobre 1905 et mort le 2 janvier 1973, est un joueur de football suédois.

## Biographie
Durant sa carrière de club, il évolue dans le club suédois du Sandvikens IF entre 1926 et 1938.
Au niveau international, il joue avec l'équipe de Suède pendant la coupe du monde 1934 en Italie.